# Vite ad alberello di Pantelleria
Vite ad alberello ist eine traditionelle Anbauweise von Rebstöcken, die beim Weinbau auf der Mittelmeerinsel Pantelleria gepflegt wird.
2014 wurde diese landwirtschaftliche Praxis von der UNESCO in das Immaterielle Kulturerbe aufgenommen.

## Beschreibung
Der Weinanbau auf Pantelleria erfolgt auf kleinen Parzellen, die mit althergebrachten und umweltgerechten Methoden bewirtschaftet werden. Die Anbautechnik der Vite ad alberello wurde von den Phöniziern eingeführt, um trotz der allgemein eher ungünstigen klimatischen Bedingungen auf der Insel mit ständigen Winden und geringen Niederschlägen günstige Wachstumsbedingungen für die Rebpflanzen zu schaffen. Für den Anbau wird die Rebsorte Muscat d’Alexandrie verwendet, die in Sizilien Zibbibo genannt wird und die auf der Insel vorwiegend in Passiti veredelt wird.
Vite ad alberello heißt wörtlich übersetzt Rebstock als Bäumchen oder Rebstock in Form eines Bäumchens. Dabei handelt es sich um eine spezielle Form der Buscherziehung. Für jeden Rebstock  wird zunächst eine etwa 20 Zentimeter tiefe Mulde in den Boden gegraben, in die dann der Setzling eingesetzt wird. Die Mulde dient dazu, Regenwasser zu sammeln und die sich entwickelnde Pflanze vor dem Wind zu schützen. Hat der Rebstock eine bestimmte Höhe erreicht, wird er so beschnitten, dass seine Äste parallel zum Boden radial auseinanderlaufen. Durch den flachen Verlauf der Äste wird eine niedrige Wuchsform erzielt, so dass die Pflanze weniger vom Wind beeinträchtigt wird und den Boden beschattet. Die Mulde wird immer wieder neu geformt, um das für die jeweilige Wachstumsphase der Pflanze richtige Mikroklima sicherzustellen.
Ab Ende Juli werden die Trauben im Rahmen eines rituellen Ereignisses von Hand geerntet. Aus diesen Trauben werden vor allem die DOC-Weine Passito di Pantelleria und Moscato di Pantelleria hergestellt. Weitere Rituale und Feste zwischen Juli und September ermöglichen es der lokalen Bevölkerung, an dieser gesellschaftlichen Tradition teilzuhaben. Das Wissen und die Fähigkeiten, diese landwirtschaftliche Praxis fortzuführen, werden in den Familien durch praktische und mündliche Unterweisung im lokalen Dialekt weitergegeben.

## Aufnahme in das Immaterielle Kulturerbe der Menschheit
Die „traditionelle landwirtschaftliche Praxis des Kultivierens der ‘Vite ad alberello’ in der Gemeinde Pantelleria“ wurde 2014 in die UNESCO-Liste des immateriellen Kulturerbes der Menschheit eingetragen. Dabei wurde hervorgehoben, dass diese landwirtschaftliche Praxis besonders mit der Natur und der Umwelt verbunden ist und ihre Kenntnisse und Fähigkeiten von den Inselbewohnern durch die Generationen weitergegeben werden. Sie war damit auch die erste von der UNESCO gewürdigte landwirtschaftliche Anbauweise überhaupt.